# 多重排列与多重全排列
多重排列与多重全排列是组合数学中的常见的两个排列模型，具有广泛的应用场景。尽管多重排列与多重全排列仅有一字之差，但是具有完全不同的实际意义。

## 定义

### 多重排列定义
设多重集的几何大小为{\displaystyle n}，取其中的{\displaystyle m}个数进行排列，即为多重排列。设多重集内元素细节为{\displaystyle r_{1}}个{\displaystyle x_{1}}，{\displaystyle r_{2}}个{\displaystyle x_{2}}，...，{\displaystyle r_{k}}个{\displaystyle x_{k}}，则可记为{\displaystyle P(m;r_{1}+r_{2}+...+r_{k}=n)}.

### 多重全排列定义
有{\displaystyle r_{1}}个{\displaystyle x_{1}}，{\displaystyle r_{2}}个{\displaystyle x_{2}}，...，{\displaystyle r_{k}}个{\displaystyle x_{k}}个数，其中{\displaystyle r_{1}+r_{2}+...+r_{k}=n}，对这样的{\displaystyle n}个数所求的排列，即为多重全排列，记为{\displaystyle P(n;r_{1},r_{2},...,r_{k})}或{\displaystyle {\binom {n}{r_{1}\quad r_{2}\quad ...\quad r_{k}}}}。

## 计算方法

### 多重排列计算方法
枚举法：小范围的多重排列采用分类枚举方法即可得出正确结果。

### 多重全排列计算方法
{\displaystyle P(n;r_{1},r_{2},...,r_{k})\centerdot r_{1}!\centerdot r_{2}!\centerdot ...\centerdot r_{k}!=n!}
{\displaystyle \Longrightarrow P(n;r_{1},r_{2},...,r_{k})={\frac {n!}{r_{1}!\centerdot r_{2}!\centerdot ...\centerdot r_{k}!}}}
即{\displaystyle {\binom {n}{r_{1}\quad r_{2}\quad ...\quad r_{k}}}={\frac {n!}{r_{1}!\centerdot r_{2}!\centerdot ...\centerdot r_{k}!}}}

## 举例

### 举例：多重排列
某校举办运动会，计算机系派出代表人数分布如下：人智所有3个人报名，高性能所有2个人报名，软件所有4名同学报名（ps:认为同一所的同学无差别，仅代表研究所内一个成员），共有8个完全不同的个人单项项目，计算机系需要选择其中的8个人代表院系参加比赛（每人必须参加一项，且不能超过一项），报名的三个所至少每个所获得一个参赛名额，问共有多少种排列方案？
解：
大类一： {\displaystyle {\tfrac {8!}{3!\centerdot 1!\centerdot 4!}}=280}
大类二： {\displaystyle {\tfrac {8!}{3!\centerdot 2!\centerdot 3!}}=560}
大类三： {\displaystyle {\tfrac {8!}{2!\centerdot 2!\centerdot 4!}}=420}
总计： {\displaystyle 280+560+420=1260}

### 举例：多重全排列
某校举办运动会，计算机系派出代表人数分布如下：网络所有3名同学报名，软件所有4名同学报名，人智所有3个人报名，高性能所有2个人报名（ps:认为同一所的同学无差别，仅代表研究所内一个成员），共有12个完全不同的个人单项项目，每人必须参加一项，且不能超过一项，问共有多少种排列方案？
解：
设排列方案为{\displaystyle ans}，则                            
{\displaystyle ans={\tfrac {12!}{3!\centerdot 4!\centerdot 3!\centerdot 2!}}=277200}